# Elpersbüttel

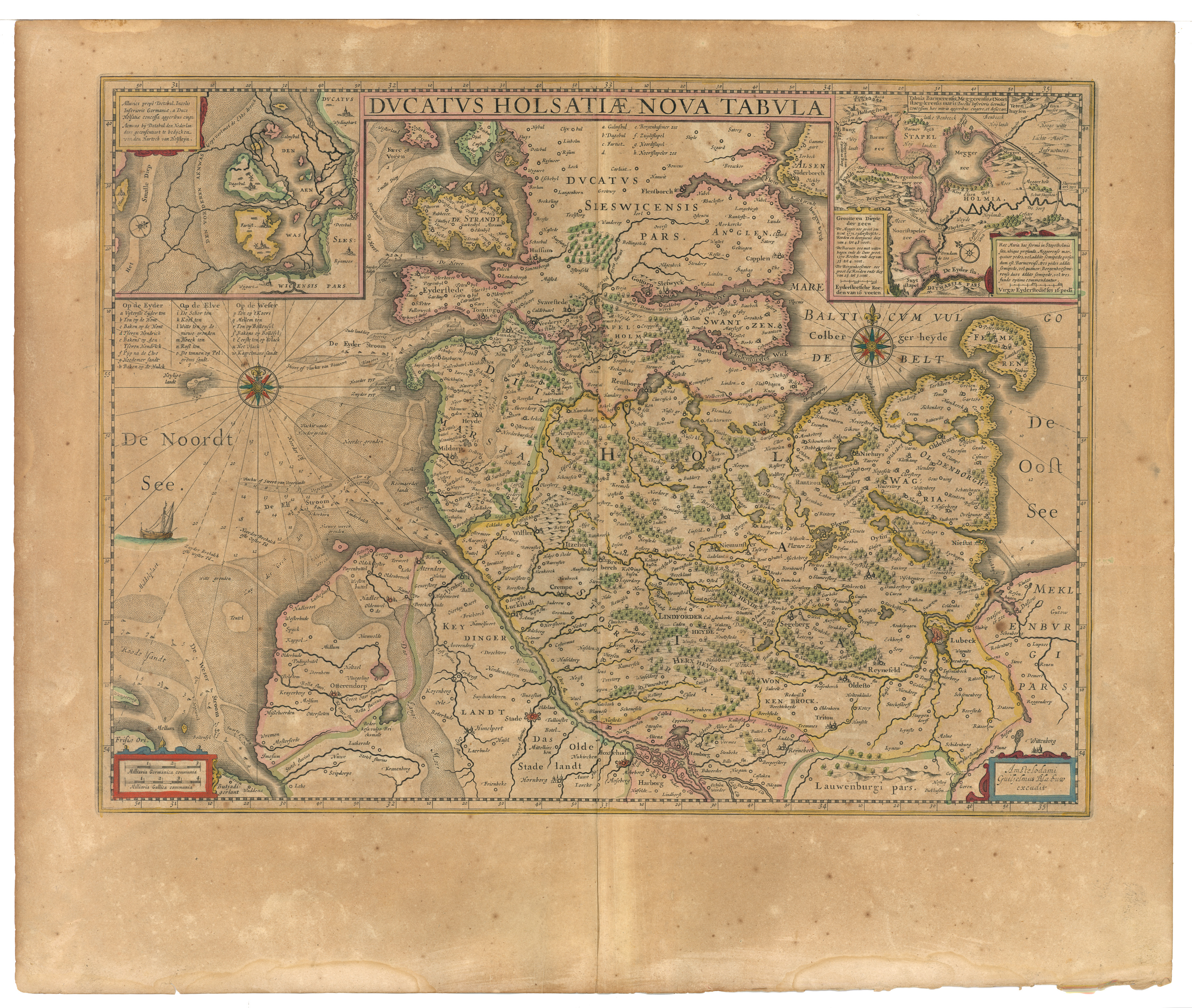
„Elpersbuttel“ 1645 im Atlas Maior von Blaeu

Elpersbüttel ist eine Gemeinde im Kreis Dithmarschen in Schleswig-Holstein.

## Geografie

### Lage
Elpersbüttel liegt im westlichen Dithmarschen, etwa zwei Kilometer südlich von Meldorf, und schließt östlich an die Meldorfer Bucht an. In der Bucht liegt die ehemalige Insel Helmsand.

### Nachbargemeinden
Im Osten liegen Wolmersdorf und Windbergen, im Süden Busenwurth und im Norden Meldorf.

### Gemeindegliederung
Die Gemeinde besteht aus den Ortsteilen Elpersbüttel, Elpersbüttelerdonn, Eesch, Lütjenbüttel, Elpersbüttelerdeich, Eescherdeich und Wolfenbüttel.

## Geschichte
In Busenwurth finden sich die ältesten Besiedelungsspuren der Seemarsch. Bereits 50 n. Chr. wurde dort ein Wohnstallhäuschen auf einer Wurt errichtet. In Lütjenbüttel wurde eine größere Ausbauwurt aus dem 12. Jahrhundert entdeckt.
Am 1. April 1934 wurde die Kirchspielslandgemeinde Südermeldorf-Marsch aufgelöst. Alle ihre Dorfschaften, Dorfgemeinden und Bauerschaften wurden zu selbständigen Gemeinden/Landgemeinden, so auch Elpersbüttel.
Im Jahr 1977 gewann Elpersbüttel durch Eindeichung des Speicherkooges 13 km² Fläche hinzu. Siedlungshistorisch gehört Elpersbüttel zu den Büttel-Ortschaften.

## Eingemeindungen
Am 1. Januar 1974 wurde die bis dahin selbstständige Gemeinde Eesch eingegliedert.

## Politik

### Gemeindevertretung
Bei der Kommunalwahl am 14. Mai 2023 wurden insgesamt elf Sitze vergeben. Diese fielen an die Allgemeine Wählervereinigung Elpersbüttel (AWV), da nur sie in Elpersbüttel eine Liste mit 6 Direkt- und 5 Listenkandidaten zur Wahl stellte. Die Wahlbeteiligung betrug 64,5 %.

## Sport und Vereine
Der TSV Elpersbüttel-Eesch ist mit ca. 500 Mitgliedern der größte Verein in der Gemeinde. Er existiert seit 1965. Im Rahmen seiner Möglichkeiten werden allen Altersstufen von Jung bis Alt sportliche Freizeitangebote angeboten. Die Jugendarbeit gehört zu den wichtigsten Aufgaben. So werden in einigen Sparten aber auch Sparten übergreifend Aktivitäten für Kinder und Jugendliche angeboten. Für Erwachsene und Senioren gibt es ebenso interessante Betätigungsfelder.
Des Weiteren gibt es den Ringreiterverein Elpersbüttel, der einmal im Jahr das Ringreiten zu Pferde sowie das Armbrustschießen auf Holzvögel veranstaltet.

## Wirtschaft und Infrastruktur

### Tourismus
An der nordwestlichen Gemeindegrenze liegt der Meldorfer Hafen, der mit einem Sperrwerk von der Nordsee getrennt ist, und der Speicherkoog, ein erst 1979 eingedeichtes Naherholungs- und Naturschutzgebiet. Darin befindliche Staubecken können zum Windsurfen genutzt werden. Ein Pavillon informiert über den Nationalpark Schleswig-Holsteinisches Wattenmeer. Es gibt geführte biologische Wattwanderungen und eine große, überwachte Badestelle auf dem Nordseedeich. Rad- und Inliner-Touren sind möglich, der Nordseeküsten-Radweg führt ebenfalls durch die Gemeinde.

### Verkehr
Elpersbüttel liegt an der Bundesstraße 5 von Brunsbüttel nach Heide und wird von den dort verkehrenden Bussen bedient. Der nächstgelegene Bahnhof befindet sich in Meldorf (2 km). Die Abfahrt Albersdorf der Autobahn 23 liegt etwa 20 km nordöstlich, die Abfahrt Heide etwa 12 km nördlich.

### Öffentliche Einrichtungen
In den südwestlichen Kögen und im angrenzenden Teil der Meldorfer Bucht befindet sich ein Erprobungsplatz für waffen- und sprengtechnische Untersuchungen der Bundeswehr.

## Bildung
Im Ortsteil Elpersbüttel gibt es eine Grundschule.

## Söhne und Töchter der Gemeinde
- Kurt Jarasinski (1938–2005), international erfolgreicher Springreiter